# Triancyra ornatipes
Triancyra ornatipes är en stekelart som först beskrevs av Cameron 1905.  Triancyra ornatipes ingår i släktet Triancyra och familjen brokparasitsteklar. Inga underarter finns listade i Catalogue of Life.